# إيقاف سفينة شحن كورية شمالية في بنما
توقيف سفينة الشحن الكورية الشمالية (بالإنجليزية: North Korean cargo ship seizure in Panama)‏ ، هي سفينة شحن التابعة لكوريا الشمالية، وتحتوي على إحدى محركات المقاتلة ميغ 21 والأسلحة والسكر، تم توقيفها من قبل السلطات البنمية في تاريخ 15 يوليو 2013م.Carol J. Williams (18 يوليو 2013). "Panama charges 'contentious' North Korean crew with arms trafficking". Los Angeles Times. مؤرشف من الأصل في 2014-04-22. اطلع عليه بتاريخ 2013-07-18.</ref>

## قبل الإيقاف
كانت سفينة التي تحمل اسمها «تشونغ تشون غانغ» ((هانغل: 청천강호))، وهي غادرت من إحدى المناطق الروسية في بتاريخ 12 أبريل، ومن ثم دخلت قناة بنما في بداية شهر يونيو عام 2013، ثم ابعدت عن شاشات الرادار بعد الخروج من الجزء الكاريبي للقناة، وعادت الظهور في يوم 11 يوليو.

## إيقاف السفينة
قامت النظام البنمية بتاريخ 15 يوليو سنة 2013م بإيقاف سفينة الشحن الكورية الشمالية في قناة بنما وهي متجهة إلى كوبا، وقالت النظام البنمية بأنها عثرت على سفينة الشحن أسلحة غير مصرح عنها في شحنة من السكر، وذلك بعد أن فرض الأمم المتحدة بموجب عقوبات التي فرضت على كوتتريا الشمالية بسبب برنامجها النووي.

## ردود الفعل
- : أكدت الحكومة الكوبية في البيان الرسمي التزامها بالسلام ونزع السلاح النووي واحترام القانون الدولي، كما أضاف البيان بأن السفينة كانت تحمل 240 طنا من الأسلحة الدفاعية القديمة بينها وحدتا الدفاع الجوي، و9 صواريخ مفككة وطائرتا ميغ 21 و و15 محرك طائرة ميغ، وكما أكد الحكومة الكوبية أن تلك الأسلحة صنعت في منتصف القرن العشرين، وقد أرسل الحكومة الكوبية إلى كوريا الديمقراطية لغرض إسلاحها ومن ثم إعادتها إلى كوبا، وأكد أن الإتفاقيات التي وقعت عليها كوبا تتضمن لها حق صيانة أسلحتها للمحافظة على السيادة الوطنية، وكما أن الحمولة الرئيسية للسفينة كانت تحتوي على 10آلاف طن من السكر.[1][2]
- الصين: استنكر حكومة الصين الشعبية بحادثة ايقاف سفينة الشحن الكورية الشمالية، وأكد الصين أن كوريا الشمالية لا تملك سوى تجارة السكر لغرض تصديرها إلى كوبا.[3]
- كوريا الديمقراطية: استنكر الإعلام الرسمي لكوريا الشمالية عملية توقيف سفينة الشحن الكورية، وأكد أن يجب على دول العالم السماح للسفينة الكورية ان يسير في البحار بطرق قانونية.
- الولايات المتحدة: قالت أحد أعضاء الحزب الجمهوري الأمريكي إيلينا روس-ليتنين من فلوريدا أنه يجب على الرئيس الأمريكي أوباما أن يستيقظ حيال ماتفعله كوبا، ويجب على إدارة أوباما الحد من فكرة فتح العلاقات الرسمية مع حكومة هافانا."[2]
- بنما: اتهم المدعي العام البنمي بأن أعضاء طاقم السفينة التي يبلغ عددهم 35 بحاراً تسببوا بمن سماه «أخطار للسلامة العامة من خلال نقل الأسلحة بشكل غير قانوني»، ووجه لائحة الاتهام بعد عدة ساعات من طلب كوريا الشمالية إخلاء سبيل السفينة، وطلبت الأمم المتحدة بالتحقيق إذا كان قد حدث انتهاك للعقوبات الدولية على كوريا الشمالية بسبب برنامجها النووي، وقال وزير الداخلية البنمي خوزيه راؤل بأن السفينة انتهكت قوانين المحلية والدولية وان تفتيش السفينة تستغرق أياماً، ويبقي أفراد الطاقم قيد الاعتقال إلى تنتهي النظام البنمي من إفراغ حمولة السفينة.[4]

## وراء الضغط على كوريا
يذكر أن كوريا الشمالية نجحت في اختبار اطلاق الصاروخ النووي عام 2006م.